# Allophylus hallaei
Allophylus hallaei là một loài thực vật có hoa trong họ Bồ hòn. Loài này được Fouilloy mô tả khoa học đầu tiên năm 1973.